# Adolf Zika

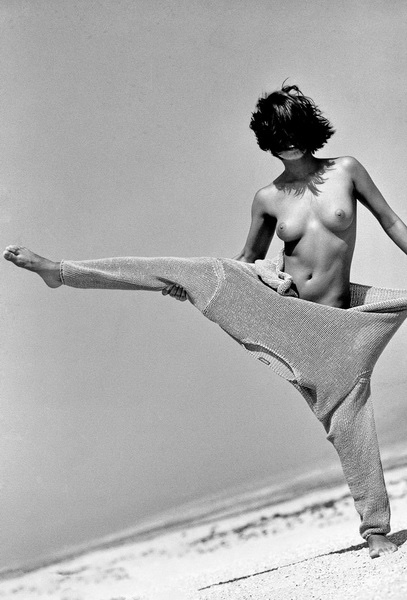
Eva v poušti, 1999

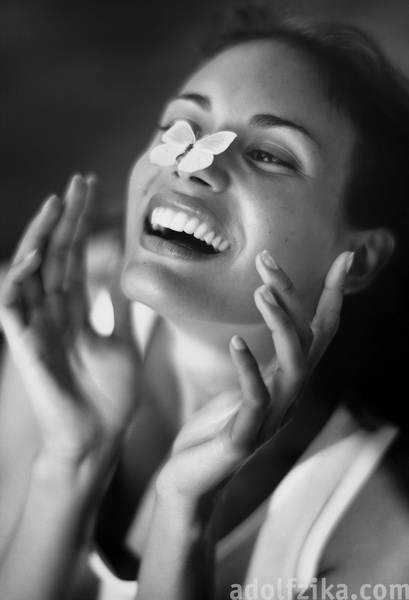
Milada, 2000

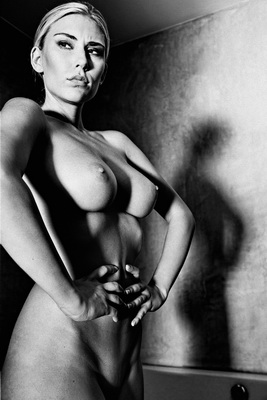
Pocta Helmutu Newtonovi, 2010, inspirace dílem Helmuta Newtona

Adolf Zika (* 21. července 1972 Prachatice) je český fotograf, režisér, filmový producent a bývalý judista.

## Život a dílo
Narodil se v roce 1972 v Prachaticích. Vystudoval střední pedagogickou školu. V roce 1988 se stal členem Střediska vrcholového sportu Praha. Získal titul juniorského mistra republiky v judu a byl bronzovým medailistou evropského turnaje juniorů ve Vídni. V roce 1990 odcestoval na Budo University of Katsura do Japonska, kde absolvoval tréninkový pobyt pod vedením nejlepších judistů světa. Po svém návratu s judem bez udání oficiálního důvodu ze dne na den přestal. I přes to, že s judem skončil poměrně brzy, dokázal na XVI. Mezinárodním mistrovství ČR veteránů v judu získat ve váhové kategorii -90 kg první místo a stal se mistrem republiky pro rok 2020.
Fotografovat začal v roce 1994 a rok nato zvítězil v nejobsazenější kategorii prvního ročníku Czech Press Photo – sport série. V roce 1996 pracoval pro německé cestovní kanceláře v Kolíně nad Rýnem. Následně si ho za svého kmenového fotografa vybrala módní značka Pietro Filipi. Na jaře 1997 otevřel v Praze fotografické studio. Začal fotografovat módu a reklamu a přicházely první velké zakázky pro značky jako Hermès, Australian Bodycare, Speedo a další. Fotografoval katalogy módy, vytvářel kalendáře a zakázky v Austrálii, na Barbadosu, na Havaji, v Dominikánské republice a desítkách dalších lokalit. Pracoval pravidelně pro časopis Playboy, kde vytvořil i mnoho titulních stran. V letech 1997 až 1999 vedl a vytvářel fotografickou podobu cestovní kanceláře Fischer a letecké společnosti Fischer Air. V roce 1999 založil filmovou produkční společnost ZIPO film. Na podzim roku 2000 byl vybrán mezi šest fotografů světa, prezentovaných společností Leica na světové výstavě Photokina v Kolíně nad Rýnem. Poté byl zařazen do celosvětového kalendáře této značky. Je autorem knižního projektu, do kterého zapojil na 120 nejlepších fotografů z České republiky a dalších čtyř zemí. Výsledkem byla výpravná publikace POSLEDNÍ KNIHA STOLETÍ, Jeden den v životě České republiky. O rok později byl Adolf Zika zařazen do knihy Osobnosti české reklamní a módní fotografie.
Od roku 2001 režíruje televizní spoty. V roce 2001 navázal na dlouholetou spolupráci s mobilním operátorem Orange, pro Orange Slovensko vytvořil v Jihoafrické republice firemní rebranding této značky.
V letech 2001 až 2005 se Adolf Zika stal oficiálním fotografem závodního týmu Ferrari Menx, se kterým procestoval celou Evropu. V roce 2002 se zařadil mezi nejlépe prodávané české autory na Paris Photo v pařížském Louvru, kde jej zastupovala Leica Gallery Prague. V témže roce zvítězil v tendru na fotografa komerční televize Nova a následně vytvořil fotografické pojetí a kreativní promo vizuály všech programů. Pracoval pro Ministerstvo zahraničních věcí, kde připravoval oficiální knihu České republiky při vstupu do EU. V roce 2003 podepsal smlouvu s vydavatelstvím Presco Group na každoroční autorský kalendář v knižní distribuční síti.
V červnu 2004 byl zatčen za velice nejasných okolností, následoval tříměsíční pobyt v koluzní vazbě. Po dvouletém procesu byl bez jakéhokoli vysvětlení zproštěn viny. V září 2004 vystavoval opět na světové výstavě Photokina v Kolíně nad Rýnem, tentokrát ale v expozici Olympus E-system Gallery. Jeho fotografie byly součástí výstavy Černobílá minulost a současnost uspořádané v rámci Interkamery 2006. Zde byla vystavována díla tří klasiků české fotografie – Drtikola, Chocholy a Sudka – spolu s díly tří současníků, zastupujících tři generace: Saudek, Vano, Zika. V létě 2006 za podpory firem Hasselblad a Leica fotografoval pro připravovanou publikaci 6 DAYS AND 24 HOURS OF LE MANS v netradičním pojetí nejslavnější automobilový závod světa. Světu rychlých kol se věnoval i v letech 2006 a 2007, kdy pracoval na projektu A1GP Season 2006/07. Výsledkem byla obsáhlá fotografická publikace, zachycující dramatické okamžiky A1GP sezóny, ale i detailní pohledy do zákulisí každého závodu.
Začátkem října roku 2006 se na českých a slovenských pultech objevila černobílá, částečně retrospektivní publikace s názvem Luxurious Luminescence.
V roce 2007 jako scenárista a režisér natočil celovečerní dokumentární film o fotografovi Janu Saudkovi, Jan Saudek – V pekle svých vášní, ráj v nedohlednu, v česko-americké koprodukci. Rok nato získal cenu Glass Eye Award za nejlepší dokumentární film na festivalu EuroFest Montreal v Kanadě. Další úspěchy: Selection – Seoul International Film Festival (Jižní Korea), Krakow Film Festival (Polsko), Rhode Island International Film Festival (USA), European Film Festival London (UK), Competition: Moving Image Film Festival Toronto (Kanada).
Následující rok natočil Adolf Zika celovečerní dokumentární film o automobilovém závodě 24 hodin Le Mans s názvem LE MANS PHENOMENON, který byl vybrán mezi nejlepší sportovní dokumenty v rámci 14 festivalů na 5. kontinentech.
V polovině roku 2008 proběhla v Praze na Staroměstské radnici velká retrospektivní výstava pod názvem Adolf Zika – 15 let ve stínu světla.
V roce 2009 vyšla kniha One year of my Life in 3285 Pictures, unikátní fotografický projekt, popisující jeden rok života Adolfa Ziky v devíti fotografiích denně. Na základě hlavní myšlenky této knihy založil téhož roku webový projekt Week of life – světová kronika lidstva, která zcela unikátně a autenticky dokumentuje život na planetě Zemi. Libovolný obyvatel planety Země v něm může zdarma zaznamenat svůj život ve formátu devíti fotografií denně po dobu sedmi dnů a přispět tak svým unikátním „vzorkem života“ do fotokroniky lidstva. 9 fotografií od rána do večera, které dohromady tvoří jednu velkou fotografii z celého dne, je schopno jako celek vyvolat v mozku vzpomínky i několik let staré na události a situace, které na daných fotografiích ani nemusí být zachycené. Jedná se o zásadní objev, jenž byl na žádost WoL odborně prokázán a nadále zkoumán studenty a profesory vysokých škol.
Projekt Week of Life má dvě základní skupiny uživatelů: AUTOR – aktivní uživatel, který tvoří týdny svého života, sleduje týdny ostatních uživatelů a aktivně s nimi prostřednictvím projektu komunikuje. DIVÁK – uživatel, který nemá své vlastní týdny, ale sleduje aktivně obsah projektu. Divákovi projekt přináší především možnost návštěvy v životě jiných lidí z celé planety a porovnání života lidí konkrétních profesí v různých zemích. Obě skupiny spolu tvoří velké společenství lidí, které spojuje radost ze života a touha tvořit.  V polovině roku 2023 měl WoL téměř 1,5 milionu fotografií, téměř 1200 aktivních uživatelů z 50 zemí a 450 měst.
V roce 2010 opět jako režisér natočil dokumentární film Tichá vášeň.
V říjnu 2010 vyšla kniha Ve stínu světla. Nejedná se pouze o černobílé akty, ale také o syrové portréty osobností či pohledy do krajiny, kde se zastavil čas. V každém případě umělecké aktové fotografie převažují a tvoří tak hlavní kostru publikace.
V únoru 2012 byla Adolfu Zikovi předána cena METRO Zlatá pecka 2011 za TV spot „Hymna“, který jakožto autor a režisér vytvořil pro společnost Mountfield a.s. Později toho roku režíroval celovečerní dokumentární film, sestříhaný z natočených příspěvků obyvatel České republiky, s názvem Země česká, Domov Tvůj!, který vytvořil v koprodukci s Českou televizí.
Od roku 2013 spolupracuje na kalendáři společnosti Stock a druhým rokem stojí za grafickým konceptem a fotografickým zpracováním.
V roce 2014 natočil svůj první celovečerní hraný film BURÁCENÍ s Tomášem Hajíčkem a Vicou Kerekes v hlavních rolích. Film byl vybrán do official selection na Marbella International Film Festival ve Španělsku, Bridge Film Fest v Kosovu a na Motorcycle Film Festival v New Yorku, kde také získal cenu za nejlepší celovečerní hraný film.
V září 2016 natočil celovečerní dokumentární film pro Českou televizi s názvem Zlatý Muž z Ria aneb „Jemná cesta Lukáše Krpálka“ o našem jediném zlatém medailistovi z letních olympijských her v Riu de Janeiru, judistovi Lukáši Krpálkovi.
Dlouhodobě pracuje na projektu CHARISMA, ve kterém se věnuje portrétům osobností jako je Miloš Forman, Johnny Depp, Denny Trejo, Mika Häkkinen, Boris Becker, Emerson Fittipaldi a mnoho dalších.
Černobílé fotografie Adolfa Ziky jsou zvětšovány klasickou metodou a vždy snímány na negativní film, nikdy je digitálně neupravuje. Z převážné většiny jsou fotografie časově nezařaditelné a nezasažené vlivem moderní doby.

## Ocenění
- 1995 1. cena Czech Press Photo, kategorie Sport - série[6]
- 2000 Leica Academy Germany Awards, Kolín nad Rýnem
- 2008 Glass Eye Award (Eurofest Montreal) - nejlepší dokumentární film Jan Saudek – V pekle svých vášní, ráj v nedohlednu
- 2011 METRO Zlatá pecka - Televizní spot "Hymna"
- 2012 World FICTS Challenge - Sport movies & TV - Le Mans Phenomenon byl vybrán mezi nejlepší sportovní dokumenty v rámci 14 festivalů na 5. kontinentech.
- 2015 Motorcycle Film Festival, New York - Film Burácení zvítězil v kategorii nejlepší celovečerní hraný film
- 2018 ART FILM KOŠICE - Robert Vano dokument, Variety Selection
- 2021 Mezinárodní filmový festival SPORT FILM LIBEREC - hlavní cena za nejlepší dokumentární film
- 2021 SPORT MOVIES and TV - FICTS Milan Italy, Mr.Kriss dokument, "Mention d'Honneur"[7]

## Knihy
- Cirkus, 1996
- The Last Book of the Century, 2000
- Woman, 2005 - 2009
- 6 DAYS AND 24 HOURS OF LE MANS, 2006
- LUXURIOUS LUMINESCENCE, 2006
- ONE YEAR OF MY LIFE, 2009
- IN THE SHADOW OF LIGHT, 2010
- FIFTY SHADES OF LIGHT, 2022

## Filmy
- V pekle svých vášní, ráj v nedohlednu, 2007[8]
- Le Mans Phenomenon, 2008[9]
- Tichá vášeň, 2010[10]
- Země česká, domov Tvůj!, 2012[11]
- Burácení, 2014[12]
- Zlatý Muž z Ria aneb "Jemná cesta Lukáše Krpálka",2016
- Robert Vano - Příběh člověka, 2018[13]
- Sametové stopy, 30dílný cyklus krátkých dokumentů, 2018
- Jaro v nouzi, 2020
- Mr. Kriss, 2021
- Alžběta, 2023
- Blanka Matragi, 2024
- Léčivé účinky sebeklamu, 2024
- Jemný rváč, 2025

## Galerie

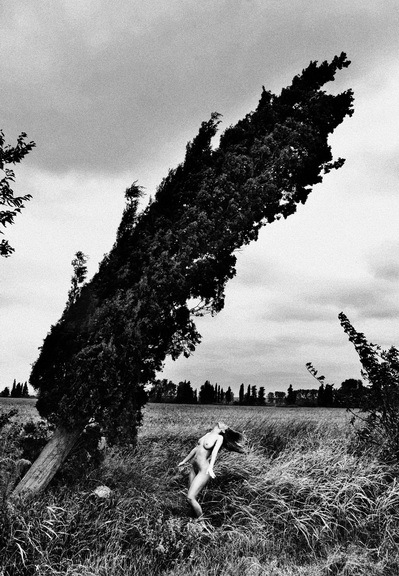
Accession, 2009
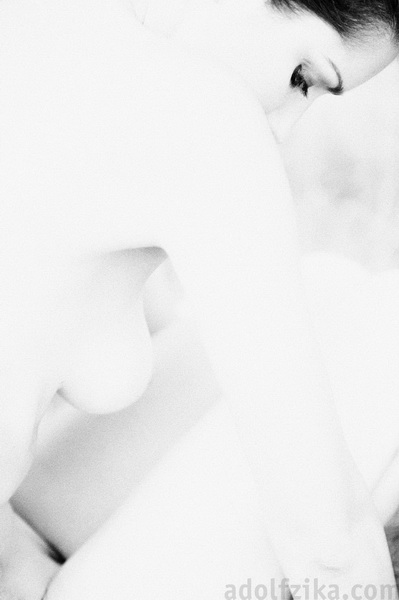
White dove, high key, 2010
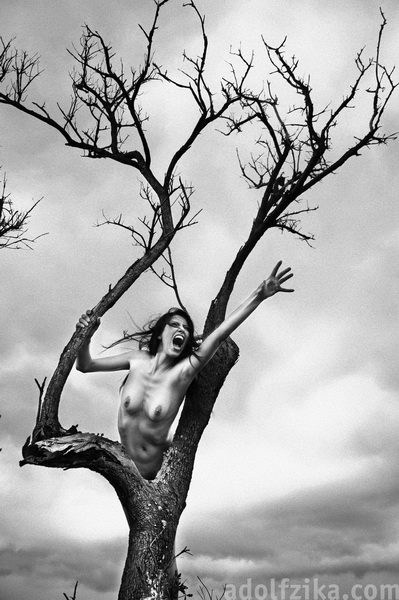
Be witched, 2009
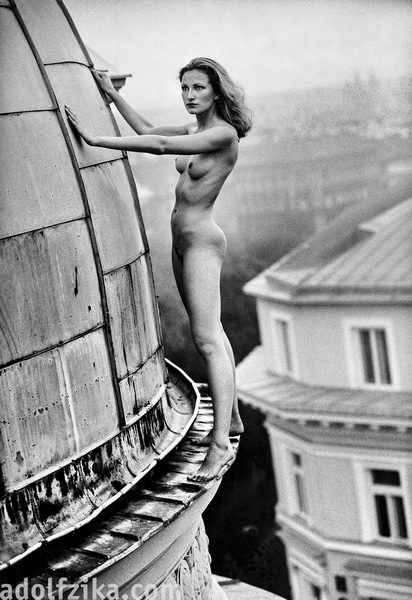
Útěk z věznice, 1999
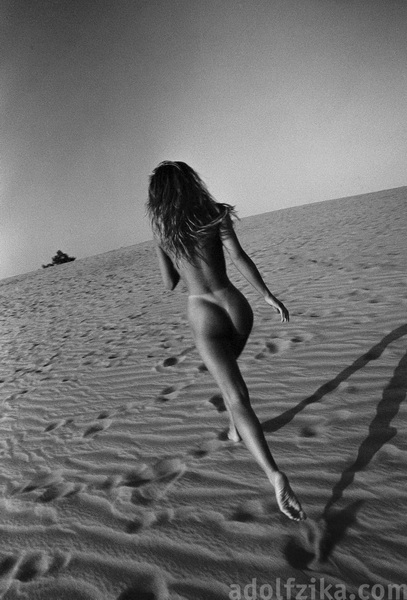
Hope for Fata Morgana, 1999
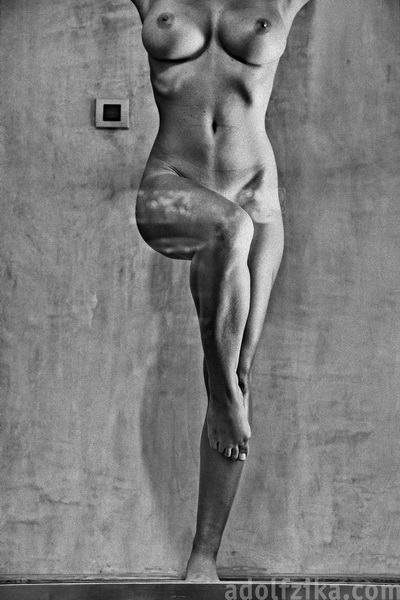
Human Switch, 2010
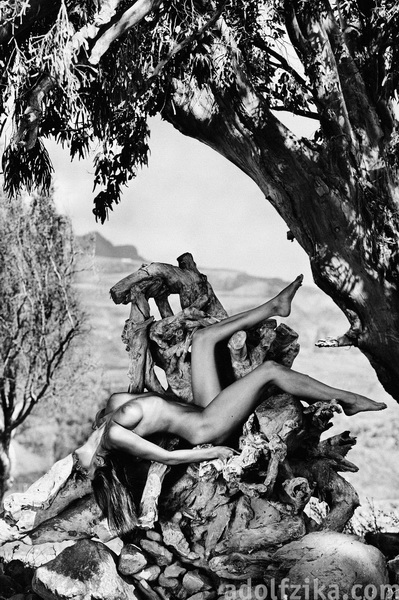
Nature's Graphics, 2011
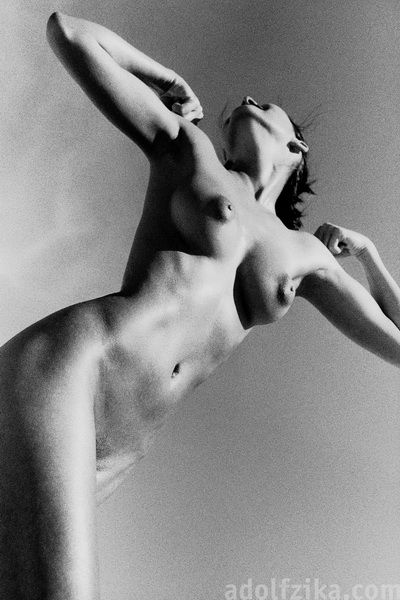
Olympic Idea, 2003
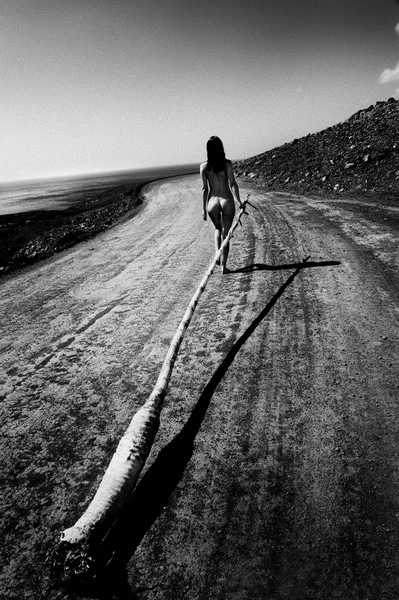
On the Road, 2008
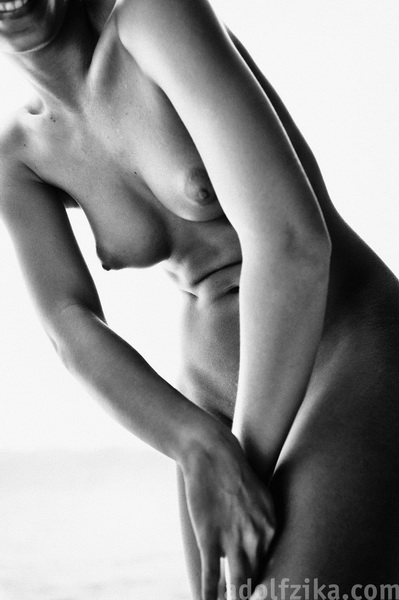
Ripple, 2009
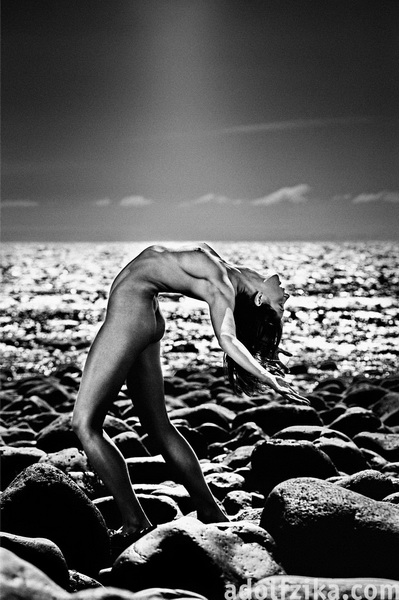
Solar Communication, 2011
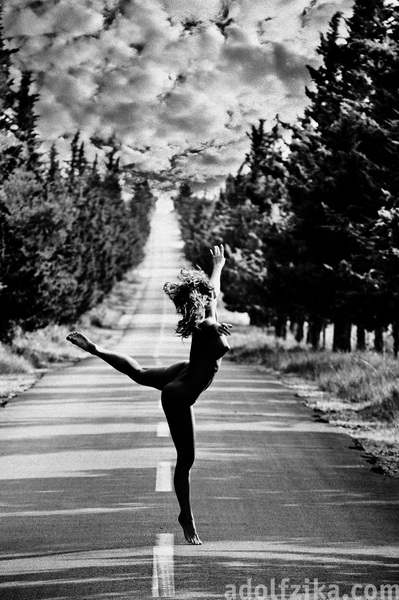
Tempting Fate, 2009
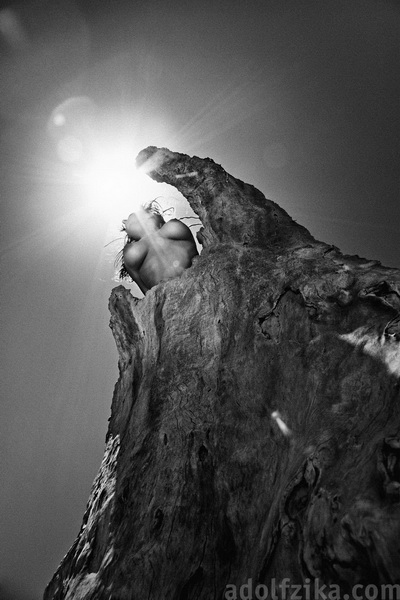
The Chosen One, 2011
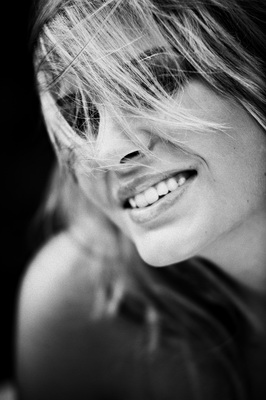
Michelle, 2010
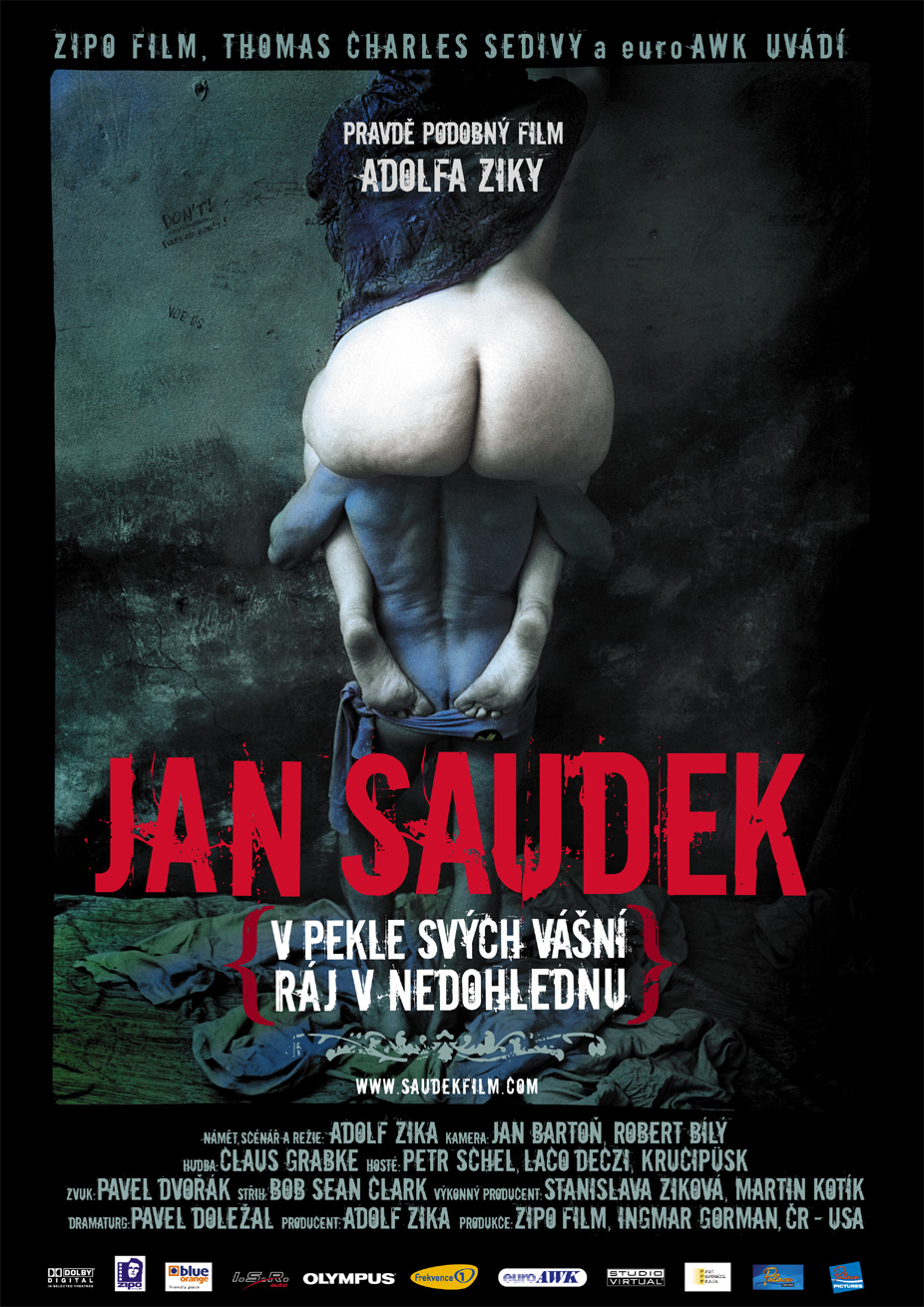
Jan Saudek - V pekle svých vášní, ráj v nedohlednu, 2007, film o Janu Saudkovi
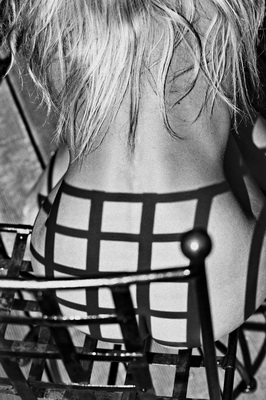
Zachycena ve stínu, 2010